# 埃尔卡洪 (加利福尼亚州)
埃尔卡洪（英語：El Cajon），是美国加利福尼亚州圣迭戈县下属的一座城市。建市于1912年11月12日，面积大约为14.43平方英里（37.4平方公里）。根据2010年美国人口普查，该市有人口99,478人。